# 永乐乡 (昭觉县)
永乐乡，是中华人民共和国四川省凉山彝族自治州昭觉县曾经下辖的一个乡。2021年1月12日，撤销永乐乡，其所属行政区域为则普乡的行政区域。

## 行政区划
永乐乡撤销前下辖以下地区：
瓦渣甲古村、瓦渣冲洛村、安曲乐村、改阿能村和以格洛村。